# 龙阳君
龙阳君（？—？），中國戰國時期魏國人物，魏安釐王的男寵。

## 典故

### 龙阳泣鱼
《战国策·魏策》中记载：魏王與龍陽君，一同乘船釣魚，龍陽君滿載釣了十幾條魚，卻在哭泣。魏王說：「有甚麼不安的事嗎？如果有，為甚麼不告訴寡人呢？」龍陽君回答說：「臣沒有甚麼不安的事。」魏王說：「那你為何要哭泣呢？」龍陽君回答說：「臣為大王釣到的魚而流淚。」魏王說：「甚麼意思？」龍陽君回答說：「臣一開始釣到魚很高興；後來釣到更大的魚，就想要把以前釣到的小魚扔掉。如今臣只有醜陋的面孔，卻能有機會擔任大王的侍寝。還被封爵為龍陽君，在朝廷上，官員們都為臣奔走；在路上，平民都不敢不讓路。而今，天下的美人也是非常多啊，知道臣能得到大王的寵信，美貌的她們也一定會拎起衣裙，跑到大王這裏來。到那時，臣比不上那些美人，就成了最初釣的小魚，也會被扔掉。臣怎能不哭泣呢？」魏王說：「不會的！有這樣的想法，為何不願意跟寡人說呢？」於是下令全國，說：「敢向我提進納『美人』於宮的，誅族！”

### 后世影响
由於龍陽君的故事，後人以其名號作為詩文中指稱男色的典故。同樣為男色典故說法的還有斷袖、分桃等。

## 安陵與龍陽
龍陽君與安陵君二人常被並提，例如阮籍《詠懷詩》：「昔日繁華子，安陵與龍陽。夭夭桃李花，灼灼有輝光。」